# Acomys chudeaui
Acomys chudeaui és una espècie de mamífer rosegador de la família dels múrids. Viu a Mauritània i el Marroc. Els seus hàbitats naturals són les zones rocoses i els deserts calents. S'ha suggerit que podria ser un sinònim de A. cahirinus.
L'espècie fou anomenada en honor de l'explorador i geòleg francès René Chudeau.